# Hombre ofreciendo dinero a una mujer joven
Hombre ofreciendo dinero a una mujer joven es un cuadro realizado al óleo sobre lienzo por la pintora flamenca Judith Leyster. Mide 31 cm de alto y 24 cm de ancho. Se exhibe actualmente en el Mauritshuis de La Haya (Países Bajos).
Esta escena de género representa a una mujer cosiendo; a su lado, un hombre le ofrece un puñado de monedas. En principio, parece una imagen típica de alcahuetería como otros cuadros análogos de la época. Sin embargo, la ambientación no es un burdel, sino que parece un interior doméstico austero. Tampoco aparece la figura de la alcahueta. Finalmente, la propia joven desarrolla una actividad doméstica, viste con sencillez, sin joyas, telas lujosas, plumas u otros elementos que podrían simbolizar la lujuria o el libertinaje. Por ello se ha estimado que podría estar ofreciéndole dinero como forma de propuesta matrimonial, más que como una forma de prostitución.